# ميلوس يانكوفيتش
ميلوس يانكوفيتش (بالصربية: Милош Јанковић)‏ (28 يونيو 1994 بتشاتشاك في صربيا - ) هو لاعب كرة سلة صربي في مركز الوسط. لعب مع نادي رادنيتشكي كراغوييفاتس لكرة السلة.

## وصلات خارجية
- ميلوس يانكوفيتش على موقع الاتحاد الدولي لكرة السلة (الإنجليزية)
- ميلوس يانكوفيتش على موقع الدوري الأوروبي لكرة السلة (الإنجليزية)
- ميلوس يانكوفيتش على موقع كرة السلة الأوروبية.كوم (الإنجليزية)
- ميلوس يانكوفيتش على موقع ريلجم (الإنجليزية)
- ميلوس يانكوفيتش على موقع بروبوليرز (الإنجليزية)
- ميلوس يانكوفيتش على موقع سبورتس رفرنس (الإنجليزية)